# 德國政治

德國政治體制

德国是一个议会制民主的联邦共和国，其政治体制以议会民主与联邦制为核心。政党在政治生活中扮演着重要角色，政党之间竞争激烈，因此德国常被称为“政党民主制”国家。
联邦议院是德国的主要立法机构，也是政治体制的核心机构。所谓“德国大选”通常指联邦议院选举，后者采用结合比例代表制和小选区多数制的单一选区两票制。在这一制度下，单一政党通常难以在议院中获得绝对多数席位，因此往往由多个政党共同执政，组成联合政府。
联邦议院不仅负责立法工作，还拥有选举联邦总理的职权。联邦总理作为政府首脑，掌握内政与外交政策的基本方针制定权（即“政策指导权”），并提名联邦部长，由总统正式任命。
联邦总统为国家元首，主要承担礼仪性职责，政治权力有限。
联邦机构的设置以及联邦与各州之间的职权划分由《德意志联邦共和国基本法》（简称《基本法》）规定。联邦宪法法院负责监督《基本法》的实施，具有宪法审查权，并处理宪法诉讼及解释宪法条文的相关事务。
联邦参议院是各州在国家层面的代表机构，同时也是除联邦议院外的另一立法机构。大多数法律的通过需联邦议院和联邦参议院共同批准。
德国是欧洲联盟成员国，已将部分主权让渡予该联盟，以参与其共同政策和立法程序。

## 基本原则
德国政治体制的核心特征包括若干项不可动摇的结构性原则：《基本法》第20条规定了共和国、民主国、法治国、联邦国以及社会国原则。此外，该条还确立了权力分立原则并规定了人民抵抗权。根据《基本法》第79条第3款，第1条和第20条所确立的基本原则不得被修改（即“永恒条款”）。
所有参与政治生活的主体都必须遵守自由民主基本秩序（亦称“宪法秩序”），这一秩序受到强有力的保护，即所谓“防御性民主”。
自1990年起，德国由16个联邦州组成。依据联邦国原则，每个联邦州均拥有自己的行政、立法和司法机构，从而形成了国家治理的第二层级（次国家层级）。联邦州通过联邦参议院参与联邦层面的决策过程，影响广泛。
《基本法》第23条（即“欧洲条款”）为德国参与欧洲一体化进程提供了宪法依据，并与第24条还允许将部分国家主权让渡给超国家组织。因此，德国的政治体系嵌入在一个复杂的多层级治理体系中。
政党在德国政治中的作用非常突出，并在《基本法》第21条中加以明确。政党负责提名公职候选人，并在政府机关、法院及检察机关高级职位的任命中发挥重要影响。
尽管《基本法》第20条第2款明确将“全民投票”列为主权在民的一种体现形式，但德国在联邦层面基本不设直接民主机制，唯一的例外是涉及联邦版图重组的公投（第29条）。公民投票和公决在地方和州一级虽有限度存在，但其结果在法律上并不总是具有约束力。
德国联邦政府依据联邦宪法法院的判决，承认与德意志帝国在国家法和国际法层面的连续性。
英国历史学家蒂莫西·加顿·阿什（Timothy Garton Ash）曾形象地概括德国行政决策的实际运行机制，指出联邦总理必须关注“4个B”：联邦议院（Bundestag）、联邦宪法法院（Bundesverfassungsgericht）、德国联邦银行（Bundesbank）以及《图片报》（Bild-Zeitung）。这一说法反映了媒体作为“第四权力”以及央行在物价稳定方面的作用，强调了政治现实往往超出宪法条文所描述的形式结构。

### 议会民主制
德国被视为议会民主制国家，原因在于作为政府首脑的联邦总理是由联邦议院直接选举产生。与总统制国家不同，德国联邦总统主要承担礼仪性和代表性职责，不具备法律否决权，也无权自行任命关键政府职位。

### 联邦制
根据《基本法》的设计，德国被确立为一个联邦制国家。这一制度安排既是对神圣罗马帝国时代诸侯邦和德意志帝国各成员邦长期联邦传统的继承，也是对纳粹时期集权一元化体制的明确反动。此外，西方占领国在《法兰克福文件》中也提出了相关建议。根据《基本法》第79条第3款的“永恒条款”，德国的联邦制国家结构不得被修改。
自1946年起，德国西部占领区陆续建立起新的联邦州。这些州于1949年共同组成德意志联邦共和国。当时，各联邦州已经拥有各自的州宪法、州政府、州议会和司法体系。
虽然联邦制下的任务分配并未在宪法中明确以“基本原则”形式列出，但实际上任务的划分遵循“补充性原则”：只有在联邦政府比州政府更有效率地履行某项职责时，联邦层级才应当接手。不过，这一原则并不意味着联邦在使用其宪法授予的立法权限时需逐案证明其效率优势。
在立法权方面，大部分权限集中在联邦层级，但也存在重要例外，例如警务、地方自治、文化及教育政策等仍属于各州管辖范围。各联邦州还独立承担大量行政与司法事务。联邦制的一项关键功能是实现“第二层级”的权力分立，即“纵向分权”。联邦参议院作为联邦宪法机关，代表各州政府的利益参与联邦层面的立法，其权力来源于联邦宪法，而非州法。
德国的联邦结构改革问题长期以来不断获得大量讨论，特别是在联邦州合并、联邦参议院职能调整以及将部分职能归还给州议会等方面。在实际运行中，随着时间推移，州议会的部分职责逐渐被削减。因此，任何有关德国联邦制改革的讨论，都必须从三个维度加以考量：（1）权限划分；（2）财政体制；（3）联邦版图重组。
2006年的“联邦制改革”对联邦与各州间的权限划分进行了较为全面的调整，而财政体制的结构性改革尚未完成。

### 防御性民主
《基本法》的起草者从魏玛共和国覆亡的历史中汲取了教训，对当时盛行的法律实证主义进行反思，并将《基本法》的部分内容上升为自然法层级，即“高于实定法的法律”。这种不可更改性在《基本法》第79条第3款中得以规定，并适用于第1条（人之尊严）、第20条（国家结构原则）、联邦制结构及各联邦州在立法中的参与机制。
防御性民主的另一个重要措施，即国家可以在特定情况下剥夺那些试图破坏宪政秩序者的基本权利，并可依法取缔违宪的政党和组织，以保护宪法秩序。
此外，刑法中也规定了一系列保护宪政秩序的条款，作为防御机制的一部分。
1968年通过的紧急状态法律进一步在《基本法》第20条第4款中确立了“抵抗权”：当有人试图废除宪法秩序时，人民有权运用作为“最后手段”的抵抗行动，以捍卫自由民主基本秩序。

## 国家组织概览
在德国政治体制中，联邦大会和联邦总统作为宪法机关之一，仅被赋予有限的权力，且不属于立法、行政或司法三权中的任何一权。
|          | 立法                                      | 行政                                    | 司法 |
| -------- | ----------------------------------------- | --------------------------------------- | --- |
| 欧洲层面 | 欧洲议会 欧盟理事会                       | 欧盟委员会                              | 欧洲法院 欧盟普通法院 欧盟公务员法院                                                                              |
| 联邦层面 | 联邦议院 联邦参议院 协调委员会 联席委员会 | 联邦政府 联邦总统 联邦部长 联邦行政部门 | 联邦宪法法院 联邦最高法院 联邦行政法院 联邦财政法院 联邦劳动法院 联邦社会法院 联邦专利法院 军事法院               |
| 州层面   | 州议会                                    | 州政府 州总理 州部长                    | 州宪法法院 州高级法院、州法院、初级法院 高级行政法院、行政法院 州劳动法院、劳动法院 州社会法院、社会法院 财政法院 |
| 地方层面 | 市镇自治机构                              | 市镇自治机构                            | 无 |

## 联邦层级组织

### 作为宪法的《基本法》
德国宪法的正式名称为《德意志联邦共和国基本法》。
《基本法》有意将核心的基本权利条文置于篇首。其后部分则规定了联邦政治体制的基本架构，明确联邦机关的职责权限及其相互关系。
《基本法》的修改须获得联邦议院与联邦参议院三分之二议员的多数同意。联邦宪法法院负责监督《基本法》的实施情况。

## 聯邦行政部門

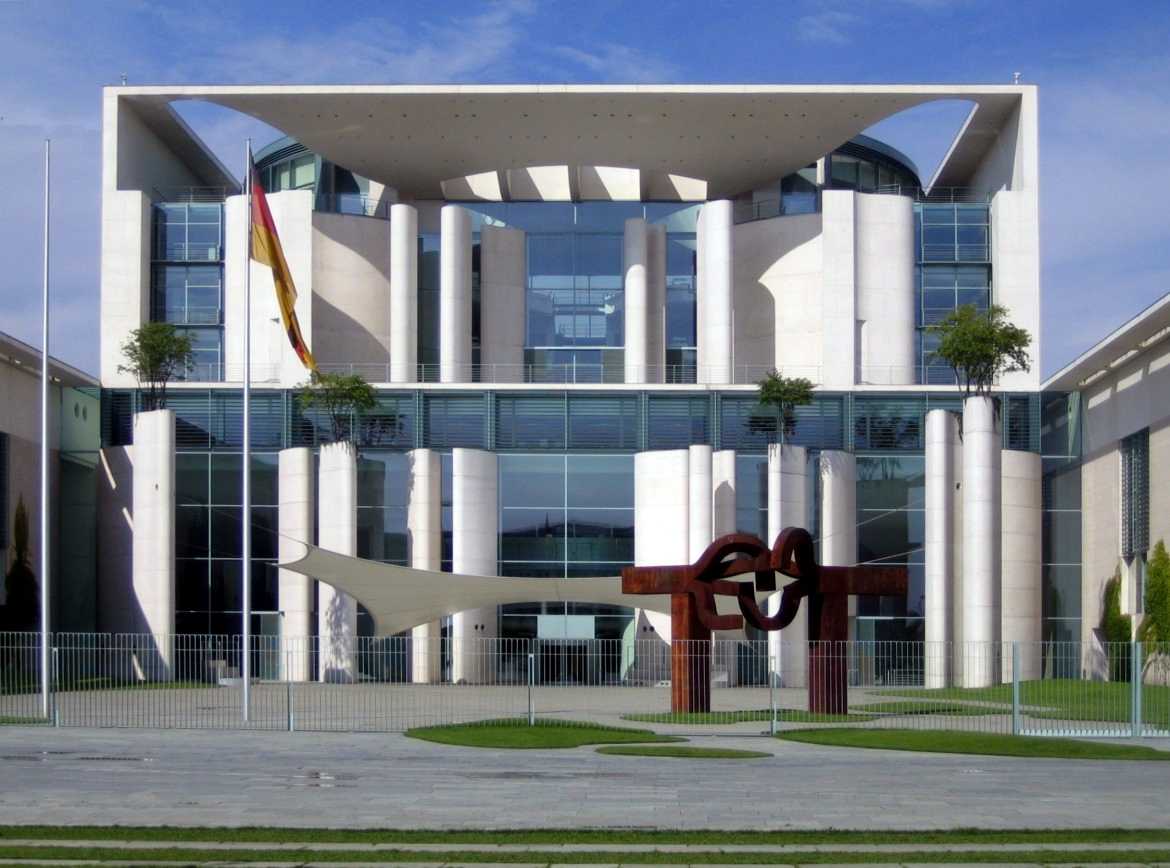
聯邦總理府

德国联邦总理為聯邦政府的領導人，由聯邦議院選出。总理对联邦议院负责。
總理在四年任期內，除非聯邦議院已決定繼任人選，否則不能免除其職務。這種建設性不信任动议是為了避免再度出現魏瑪共和國的情形--行政部門得不到立法部门的支援，無法順利執政，但立法部門太過分散無法提名繼任者。
除了1969年至1972年，以及1976年至1986年這兩段時間，威利·布朗特和赫爾穆特·施密特兩位社民黨總理是以第二大黨的身份組閣外，總理一職都是由最大黨人士出任，並且通常會有兩個政黨籌組議會多數的執政聯盟。總理會任命一位內閣官員為副總理。副總理一職的重要性不高，但通常由執政聯盟中少數政黨的重要內閣成員擔任。
相較之下，德國聯邦總統主要以代表性和禮節上的職責為主。總統由五年一度的聯邦大會於5月23日投票選出。聯邦大會由聯邦議院議員，以及16個根據其議會依比例代表制產生的同等數量的代表組成。
基民盟一直是德國的最大黨，聯邦總統也多由基民盟人士出任。

## 聯邦立法部門

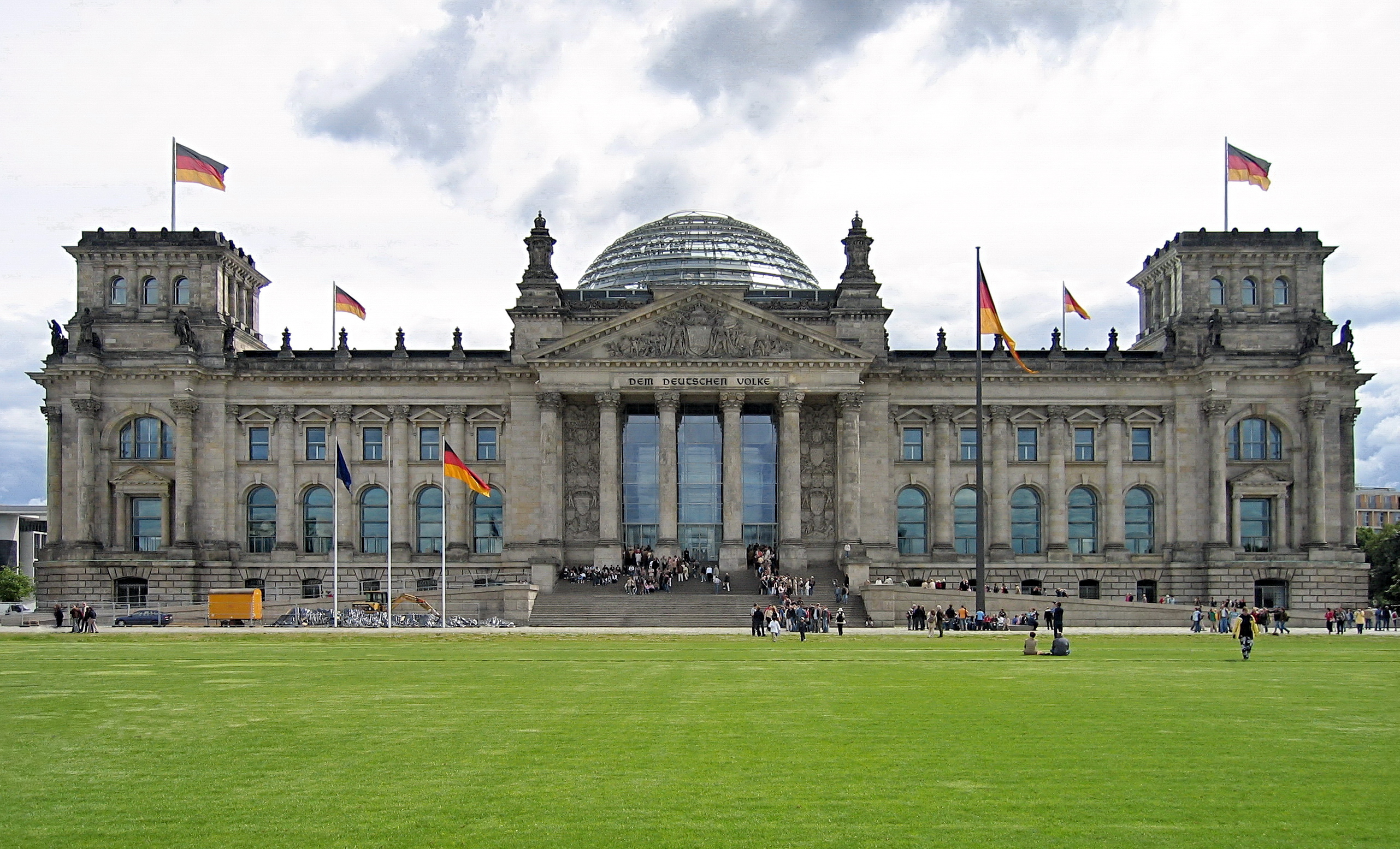
德國國會大廈，為聯邦議院所在地

聯邦立法權分為聯邦議院和聯邦參議院。聯邦議院經由全民普選產生，而聯邦參議院則代表各邦。憲法給予聯邦立法部門有專屬管轄權（Exclusive jurisdiction），並與各邦政府有共同管轄權（Concurrent jurisdiction）。
聯邦議院擁有比聯邦參議院更大的權力，只有在有關於聯邦與州政府間的利益，和增加州政府職責的立法提案時才需聯邦參議院的同意。事實上，這代表在立法過程中，常常需要聯邦參議院的同意，因為聯邦立法常常需要由州政府或地方行政機構執行。當聯邦議院和聯邦參議院出現意見分歧時，將組成調解委員會尋求妥協方案。

### 聯邦議院
聯邦議院是由普選產生，採用單一選區兩票制，議員任期為四年。其中，299位議員是由各選區以多數制方式選出。若是政黨所獲得的選區席次，少於政黨全國得票率所應得的席次，則由政黨名單的席次補足。相反的，若是政黨在選區所贏得的席次比其得票率所應得的席次還多，則不作變動，而這些多出來的席次稱為延伸議席（Überhangmandate）。在2009年大選中，因為產生了24個延伸議席，因此讓總席次來到622席。
政黨必須在全國得票率超過百分之五，或是贏得三個以上的選區席次，才可進入聯邦議院。這項也被稱為「百分之五門檻」（Fünfprozenthürde）的規則記載於德國選舉法之中，其目的是避免政治破碎及大量的小政黨。德國聯邦共和國的第一次聯邦議院選舉是在1949年8月14日舉行。兩德統一後的第一次全德聯邦議院選舉在1990年12月2日。在2009年9月27日。議會席次在2002年將原有的656席減少為598席，但由於有延伸議席制度，因此議員人數常多於應有席次。

### 聯邦參議院
聯邦參議院是各在聯邦層級的代表。聯邦參議院共有69名議員，為16個邦的代表。16個邦的邦總理（Ministerpräsident）通常也都是參議院成員。每個邦依其人口多寡，可分得3至6票。
自從聯邦參議院的政治傾向（根據各邦選舉結果而定）逐漸與聯邦議院形成對立，造成聯邦參議院在近年來開始成為反對黨的論壇。

## 政黨與選舉
目前德國主要有五個全國政黨，分別是德國基督教民主聯盟/巴伐利亞基督教社會聯盟（聯盟黨），德國社會民主黨，德國綠黨，德國左派黨和德國自由民主黨。其中基民盟（CDU）和基社盟（CSU）稱兩黨為「姐妹黨」（CDU/CSU）。他們不在同一地區運作，另外在聯邦議會組成同一政黨，基社盟主要在德國最大邦巴伐利亞，自1957年一直在該邦執政。
|                                                   |                              |            |          |          |            |          |          |        |     |  |  |  |  |  |
| 政黨                                              | 政黨                         | 選區得票   | 選區得票 | 選區得票 | 政黨得票   | 政黨得票 | 政黨得票 | 總議席 | +/– |  |  |  |  |  |
| 政黨                                              | 政黨                         | 得票       | %        | 議席     | 得票       | %        | 議席     | 總議席 | +/– |  |  |  |  |  |
|                                                   | 社会民主党 (SPD)             | 12,228,363 | 26.4     | 121      | 11,949,756 | 25.7     | 85       | 206    | +53 |  |  |  |  |  |
|                                                   | 基督教民主联盟 (CDU)         | 10,445,571 | 22.5     | 98       | 8,770,980  | 18.9     | 53       | 151    | −49 |  |  |  |  |  |
|                                                   | 聯盟90/綠黨 (GRÜNE)          | 6,465,502  | 14.0     | 16       | 6,848,215  | 14.8     | 102      | 118    | +51 |  |  |  |  |  |
|                                                   | 自由民主黨 (FDP)             | 4,040,783  | 8.7      | 0        | 5,316,698  | 11.5     | 92       | 92     | +12 |  |  |  |  |  |
|                                                   | 德國另類選擇 (AfD)           | 4,694,017  | 10.1     | 16       | 4,802,097  | 10.3     | 67       | 83     | −11 |  |  |  |  |  |
|                                                   | 巴伐利亚基督教社会联盟 (CSU) | 2,787,904  | 6.0      | 45       | 2,402,826  | 5.2      | 0        | 45     | −1  |  |  |  |  |  |
|                                                   | 左翼党 (DIE LINKE)           | 2,306,755  | 5.0      | 3        | 2,269,993  | 4.9      | 36       | 39     | −30 |  |  |  |  |  |
|                                                   | 南石勒苏益格选民协会 (SSW)   | 34,979     | 0.1      | 0        | 55,330     | 0.1      | 1        | 1      | +1  |  |  |  |  |  |
|                                                   |                              |            |          |          |            |          |          |        |     |  |  |  |  |  |
|                                                   | 其他政黨及獨立人士           | 3,335,728  | 7.1      | 0        | 4,422,900  | 9.4      | 0        | 0      | 0   |  |  |  |  |  |
| 有效票                                            | 有效票                       | 46,339,602 | 98.9     | –        | 46,419,448 | 99.1     | –        | –      | –   |  |  |  |  |  |
| 無效/白票                                         | 無效/白票                    | 499,163    | 1.1      | –        | 419,317    | 0.9      | –        | –      | –   |  |  |  |  |  |
| 總票數                                            | 總票數                       | 46,838,765 | 100      | 299      | 46,838,765 | 100      | 436      | 735    | +26 |  |  |  |  |  |
| 合資格選民/投票率                                 | 合資格選民/投票率            | 61,168,234 | 76.6     | –        | 61,168,234 | 76.6     | –        | –      | –   |  |  |  |  |  |
| 資料來源: Bundeswahlleiter （页面存档备份，存于） |                              |            |          |          |            |          |          |        |     |  |  |  |  |  |

### 圖表

在單一選區中獲勝的政黨

各邦政黨名單得票結果

各邦政黨比例代表席次

| \| 得票率 \| 得票率 \| 得票率 \| 得票率 \| 得票率 \| \| ------------------ \| ------------------ \| ------ \| ------ \| ------ \| \| \| \| \| \| \| \| SPD \| SPD \| \| 25.74% \| 25.74% \| \| CDU/CSU \| CDU/CSU \| \| 24.07% \| 24.07% \| \| B90/GRÜNE \| B90/GRÜNE \| \| 14.75% \| 14.75% \| \| FDP \| FDP \| \| 11.45% \| 11.45% \| \| AfD \| AfD \| \| 10.35% \| 10.35% \| \| DIE LINKE \| DIE LINKE \| \| 4.89% \| 4.89% \| \| 其他政黨及獨立人士 \| 其他政黨及獨立人士 \| \| 8.74% \| 8.74% \| |                    |  |        |        |
| 得票率 |                    |  |        |        |
| |                    |  |        |        |
| SPD | SPD                |  | 25.74% | 25.74% |
| CDU/CSU | CDU/CSU            |  | 24.07% | 24.07% |
| B90/GRÜNE | B90/GRÜNE          |  | 14.75% | 14.75% |
| FDP | FDP                |  | 11.45% | 11.45% |
| AfD | AfD                |  | 10.35% | 10.35% |
| DIE LINKE | DIE LINKE          |  | 4.89%  | 4.89%  |
| 其他政黨及獨立人士 | 其他政黨及獨立人士 |  | 8.74%  | 8.74%  |

| \| 聯邦議會席位 \| 聯邦議會席位 \| 聯邦議會席位 \| 聯邦議會席位 \| 聯邦議會席位 \| \| ------------ \| ------------ \| ------------ \| ------------ \| ------------ \| \| \| \| \| \| \| \| SPD \| SPD \| \| 28.03% \| 28.03% \| \| CDU/CSU \| CDU/CSU \| \| 26.67% \| 26.67% \| \| B90/GRÜNE \| B90/GRÜNE \| \| 16.05% \| 16.05% \| \| FDP \| FDP \| \| 12.52% \| 12.52% \| \| AfD \| AfD \| \| 11.29% \| 11.29% \| \| DIE LINKE \| DIE LINKE \| \| 5.31% \| 5.31% \| \| SSW \| SSW \| \| 0.14% \| 0.14% \| |           |  |        |        |
| 聯邦議會席位 |           |  |        |        |
| |           |  |        |        |
| SPD | SPD       |  | 28.03% | 28.03% |
| CDU/CSU | CDU/CSU   |  | 26.67% | 26.67% |
| B90/GRÜNE | B90/GRÜNE |  | 16.05% | 16.05% |
| FDP | FDP       |  | 12.52% | 12.52% |
| AfD | AfD       |  | 11.29% | 11.29% |
| DIE LINKE | DIE LINKE |  | 5.31%  | 5.31%  |
| SSW | SSW       |  | 0.14%  | 0.14%  |

### 各聯邦州政黨票票數分佈
| 各州政黨名單得票率 | 各州政黨名單得票率 | 各州政黨名單得票率 | 各州政黨名單得票率 | 各州政黨名單得票率 | 各州政黨名單得票率 | 各州政黨名單得票率 | 各州政黨名單得票率 |     |     |
| 聯邦州             | 社会民主党         | 聯盟黨             | 聯盟90/綠黨        | 自由民主黨         | 德國另類選擇       | 左翼党             | 其他               |     |     |
| ------------------ | ------------------ | ------------------ | ------------------ | ------------------ | ------------------ | ------------------ | ------------------ | --- | --- |
| 聯邦州             |                    | 28.0               | 22.0               | 18.3               | 12.5               | 6.8                | 其他               | 3.6 | 8.7 |
|                    | 29.1               | 17.4               | 7.8                | 8.2                | 18.0               | 11.1               | 8.4                |     |     |
| 汉堡               | 29.7               | 15.5               | 24.9               | 11.4               | 5.0                | 6.7                | 6.8                |     |     |
|                    | 33.1               | 24.2               | 16.1               | 10.5               | 7.4                | 3.3                | 5.4                |     |     |
|                    | 31.5               | 17.2               | 20.8               | 9.3                | 6.9                | 7.7                | 6.5                |     |     |
|                    | 29.5               | 15.3               | 9.0                | 9.3                | 18.1               | 8.5                | 10.3               |     |     |
|                    | 25.4               | 21.0               | 6.5                | 9.5                | 19.6               | 9.6                | 8.4                |     |     |
| 柏林               | 23.5               | 15.9               | 22.4               | 8.1                | 8.4                | 11.4               | 9.4                |     |     |
|                    | 29.1               | 26.0               | 16.1               | 11.4               | 7.3                | 3.7                | 6.5                |     |     |
|                    | 19.3               | 17.2               | 8.6                | 11.0               | 24.6               | 9.3                | 9.9                |     |     |
|                    | 27.6               | 22.8               | 15.8               | 12.8               | 8.8                | 4.3                | 7.9                |     |     |
|                    | 23.4               | 16.9               | 6.6                | 9.0                | 24.0               | 11.4               | 8.7                |     |     |
|                    | 29.4               | 24.7               | 12.6               | 11.7               | 9.2                | 3.3                | 9.2                |     |     |
|                    | 18.0               | 31.7               | 14.1               | 10.5               | 9.0                | 2.8                | 13.9               |     |     |
|                    | 21.6               | 24.8               | 17.2               | 15.3               | 9.6                | 3.3                | 8.2                |     |     |
|                    | 37.3               | 23.6               | –                  | 11.5               | 10.0               | 7.2                | 10.5               |     |     |

## 司法部門

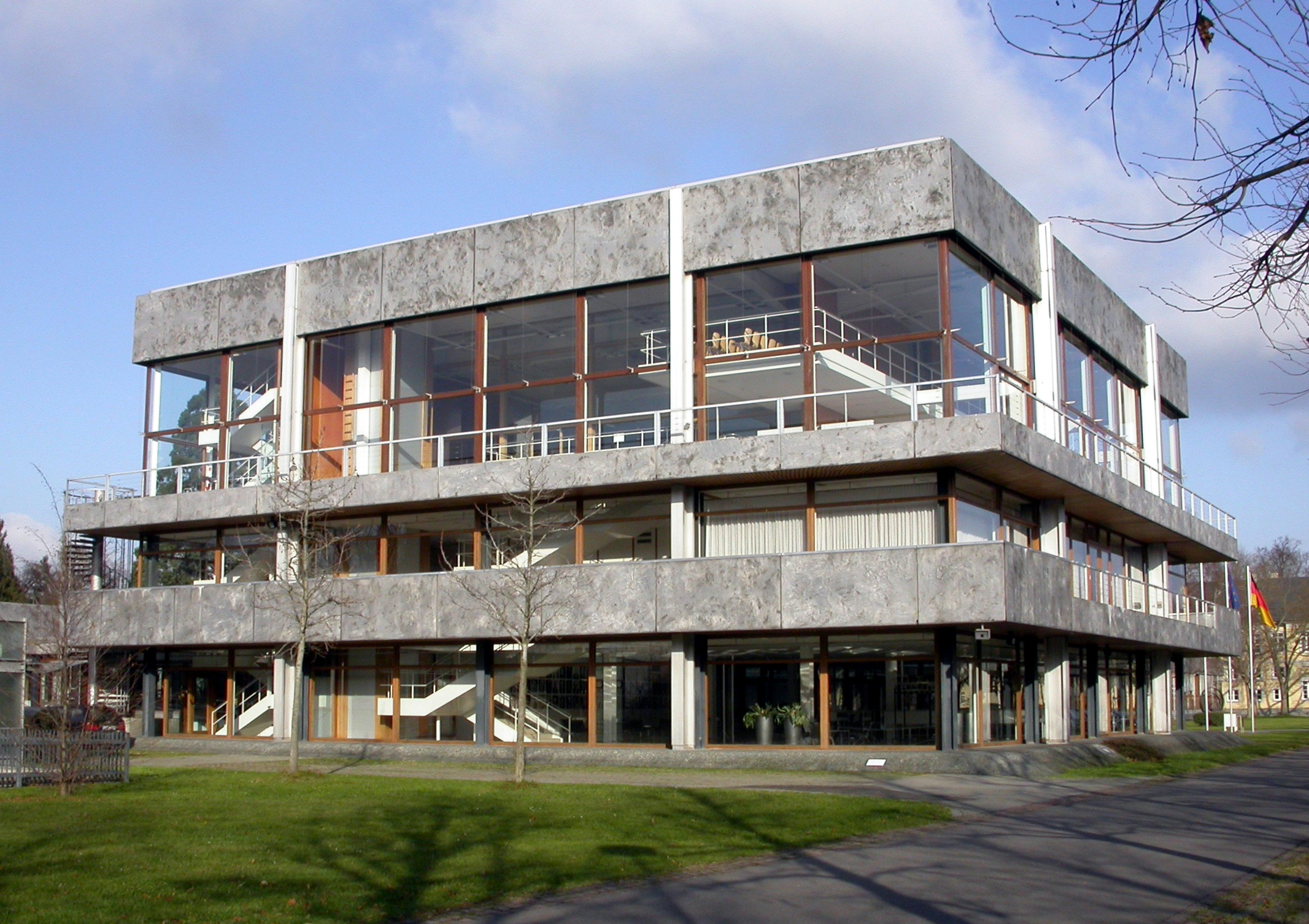
位於卡爾斯魯厄的德國聯邦憲法法院

德國司法部門的獨立，比德國民主的歷史還要久遠。傳統上，法院組織十分強勢，幾乎所有邦的行為都需經過司法審查。除了處理民事和刑事案件，分為四層的普通司法部門外，針對行政、稅務、勞工及社會安全各有不同的司法部門及階層系統。除了各司法部門的最高法院是聯邦層級，其餘皆是邦層級，維持了司法權一定程度的一致性。
另外，德國有十分權威的聯邦憲法法院。聯邦憲法法院獨特的地方在於，《德國基本法》規定任何人在基本權（特別是人權）被政府侵犯，或是已經在正常法院系統中上訴到最高層級，無法繼續上訴時，可向聯邦憲法法院提出申訴。
上訴的內容也包含立法部門所通過的法律、法院的裁定和行政行為。雖然實際上只有少部分憲法訴願是成功的，但德國聯邦憲法法院知名的是時常採取與立法和行政部門對立的立場。甚至有法官公開聲明，他們的決議完全依據憲法，不會受到政府、德國聯邦議會、輿論等反應的影響。值得一提的是，德國聯邦憲法法院在一般大眾中享有很高的支持度。
聯邦憲法法院也處理其他程序，像是國家機關間對於憲法權力的爭議。另外，憲法法院還有權力取締牴觸憲法原則的政黨，但到目前為止，這項權力只執行過兩次，分別是1952年的德國社會主義帝國黨（Sozialistische Reichspartei Deutschlands，為納粹黨的後繼者），和1956年的德國共產黨。

## 現今政治

### 1998年－2005年：「紅綠聯盟」
經過基民盟赫爾穆特·科爾16年的掌權之後，社民黨與綠黨贏得1998年的大選。社民黨主席格哈特·施羅德成為總理，他將自己定位為中間派第三條道路的候選人，如同英國的托尼·布萊爾和美國的比爾·柯林頓。過去年東部地區的經濟成長緩慢，以及東西間經濟差距逐漸擴大是科爾政府失去民意支持的原因。
最後，勝選的幅度讓社民黨可以與綠黨組成「紅綠聯盟」，這也是德國綠黨第一次入主聯邦政府。
新政府最初的問題是社民黨內部溫和派及傳統左派間的政策衝突，導致部分選民不滿。1999年2月，社民黨在黑森贏得聯邦大選後的第一次邦選舉，但同時間的其他邦，由社民黨或基民盟所領導的執政聯盟成功連任。2000年，科爾隱瞞收取大量政治獻金一事曝光，基民盟支持度大量滑落。由於這次危機，安格拉·梅克爾成為黨主席。
聯邦議院在2002年9月22日舉行大選。施洛德率領的紅綠聯盟以11席之差擊敗艾德蒙·施托伊伯爾（Edmund Stoiber）率領的基民盟/基社盟-自民黨聯盟。雖然在前幾個月紅綠聯盟的支持率還落後於對手，但一般認為紅綠聯盟能獲勝的三大原因是：成功處理水災、對於美國發動伊拉克戰爭的堅定反對立場、以及施托伊伯爾在東部不得人心，使得基民盟失去重要的席次。不過，社民黨僅以三席領先聯盟黨，顯示聯盟黨已恢復元氣。
紅綠聯盟在第二任期中，於一些重要的邦選舉中落敗，例如施洛德曾在1990年至1998年擔任邦總理的下薩克森。自民黨因1998年失去政權而衰落，但他們在2002年的邦選舉再次獲得勝利。另一方面，一些極右派政黨也獲得了部分選民的認同。
2003年4月20日，施洛德總理宣布進行大規模的勞動市場改革，稱為議程2010，措施包括聯邦勞動局（Bundesanstalt für Arbeit）的改組、削減失業者開始工作後的補助金及津貼等等。這些變革一般以委員會主席彼得·哈茲（Peter Hartz）之名命名為哈茲一號至哈茲四號。雖然這些改革引起大規模的抗議行動，但現在認為這些措施是德國在06、07年經濟成長及失業率下降的原因之一。
2004年6月13日的歐洲議會選舉，帶給社民黨巨大的挫敗。社民黨得票率只稍微超越百分之二十一，是二戰以來社民黨在全國性選舉中的新低紀錄。許多觀察家認為，這次選舉代表施洛德政府下台的開端，也意謂著社民黨的衰落。

### 2005年－2021年：梅克爾時代

#### 2005年－2009年：大聯合政府執政聯盟

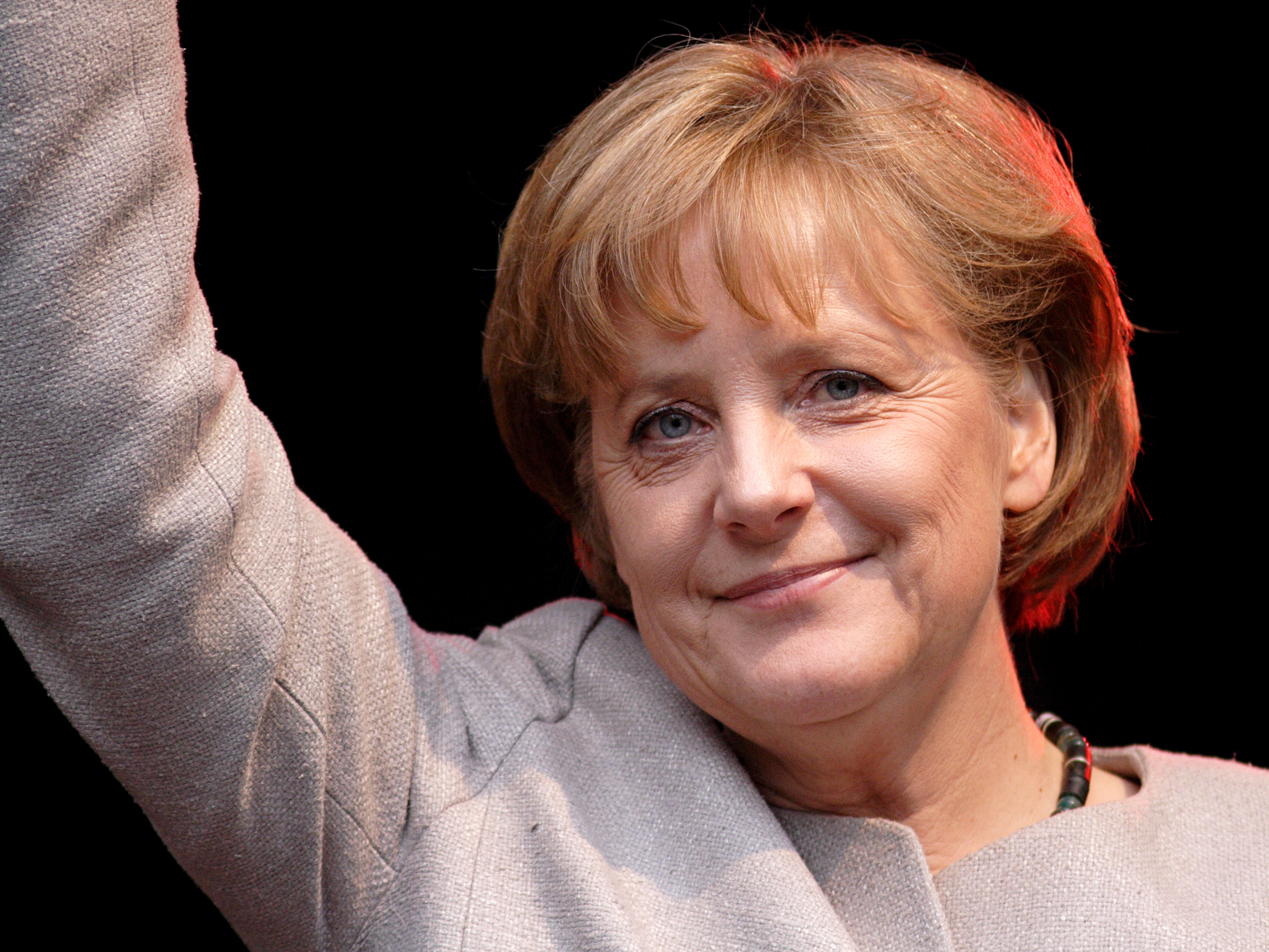
總理安格拉·梅克爾

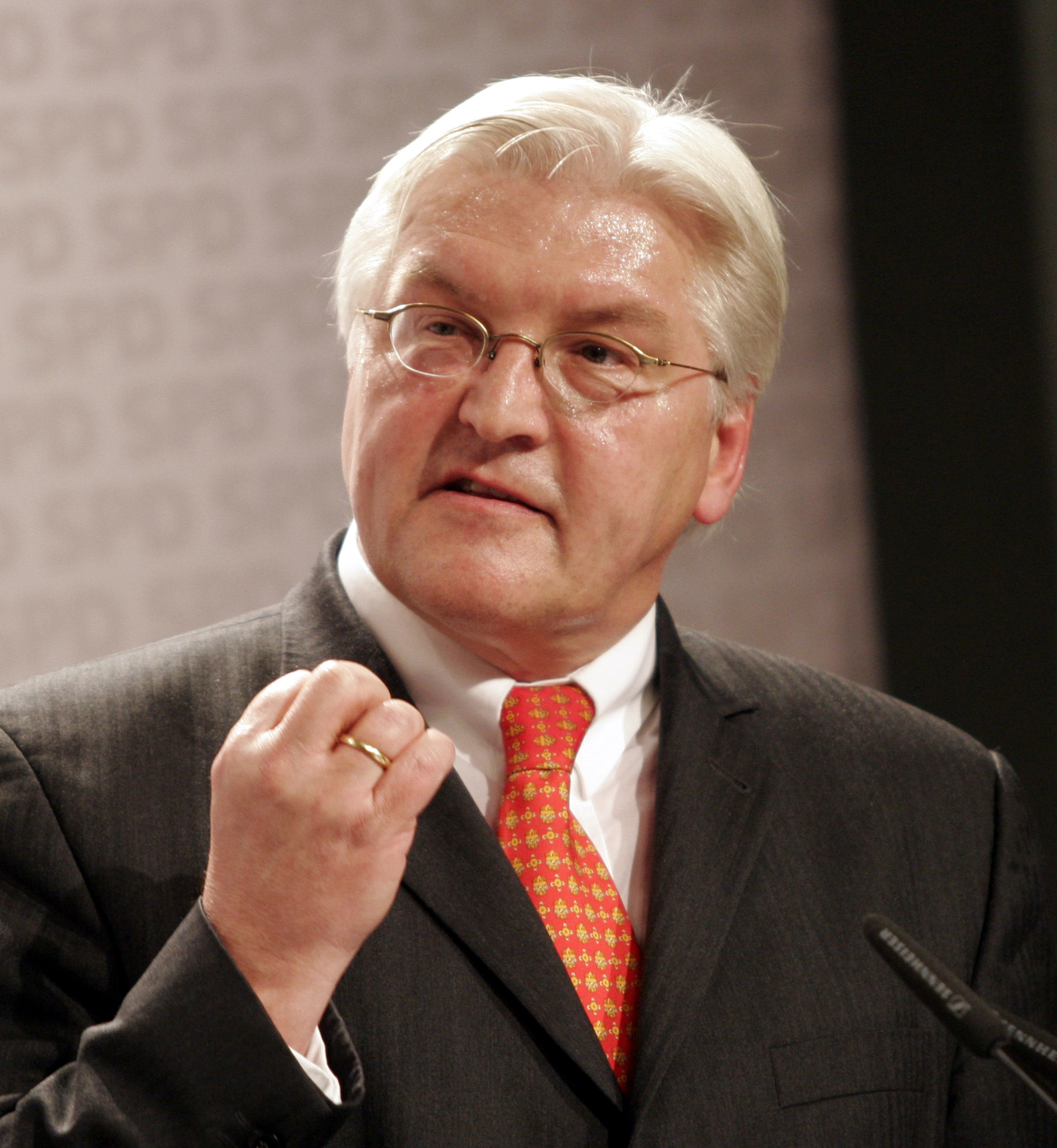
外交部長弗兰克-瓦尔特·施泰因迈尔，也是社民黨2009年總理候選人，在默克爾政府兩次出任外長。

2005年5月22日，如同預測的，社民黨在該黨先前的核心地帶北萊因-西發里亞敗選。在選舉結果出爐後的半小時後，社民黨主席弗朗茨·明特費林宣布，將在聯邦議院以故意不通過信任投票的方式，提前舉行聯邦大選。
這舉動令全國感到訝異，特別是當時社民黨在選舉中的支持率不到25%。隔天，基民盟宣布由黨魁安格拉·梅克爾出馬角逐總理，冀求成為德國歷史上第一位女性總理。
勞動和社會公平黨（WASG）和民主社會主義黨（SPD，簡稱民社黨）組成聯盟，並計畫合併（參見左派黨）。由於聯盟中有前社民黨主席奧斯卡·拉方丹和民社黨葛雷格·吉西等知名政治人物，該聯盟很快地在媒體及大眾中引起關注。他們在七月的大選中拿下12%的票數。
而基民盟在2005年5月及6月的勝利（其中在部分選舉中獲得絕對多數），似乎極有可能拿下總理寶座。但局面在接近9月18日的選舉時出現了變化，特別是傳出基民盟可能由保羅·基希霍夫出任財長一職的消息，以及在梅克爾與施洛德的電視辯論後，許多民眾轉而認為施洛德的表現較佳。
2005年9月18日的選舉結果令人感到訝異，因為與前一週所作的民意調查有著明顯的落差。與2002年相比，基民盟的支持度下滑，得票率只有35%，無法組成基民盟/基社盟和自民黨的「黑黃」中間偏右聯合政府。自民黨贏得了優秀的10%得票率，是該黨最傑出的表現之一。但紅綠聯盟也無法取得多數，社民黨得票率滑落到34%，綠黨維持在8%。左派黨聯盟拿下8.7%的選票，成功進入聯邦議院，而極右派的國家民主黨得票率只有1.6%。「黑黃」中右聯盟和「紅綠」皆無法取得多數，而社民黨拒絕與左黨結盟，因此最有可能與聯盟黨組閣，但由於兩者議席相近，聯盟黨只以四席領先，意味需要經過長時間談判。
最有可能出線的執政組合是由基民盟和社民黨兩個最大政黨所組成的大執政聯盟，其他三個政黨（自民黨、綠黨和左黨）則為在野黨。其他可能的執政聯盟有社民黨、自民黨、綠黨所組成的紅綠燈聯盟（Ampelkoalition），和基民盟/基社盟、自民黨、綠黨所組成的牙買加聯盟（Jamaika-Koalition）。所有政黨（包括左黨本身）皆已排除與左黨共同執政的可能性。經過兩個月談判，社民黨和聯盟黨終達成協議，施羅德放棄總理一職，由默克爾出任總理，內閣社民黨佔8個席位，聯盟黨佔6個。這也是德國40年首個大聯合政府。
2005年11月22日，總理安格拉·梅克爾宣誓就職，她成為德國第一位女性、第一位出身東德、第一位科學家總理，也是二戰後最年輕的德國總理。
聯邦層級的大政府也讓較小型的政黨在邦地區的支持率上升。自從執政基社盟在巴伐利亞失去絕對多數，與自民黨籌組聯合州政府後，大執政聯盟也失去了在聯邦參議院的多數優勢，使得執政聯盟在重要議題上必須仰賴自民黨的支持。
2008年11月，弗朗茨·明特費林再度擔任社民黨主席，並推舉弗蘭克-瓦爾特·施泰因邁爾出馬角逐2009年9月27日大選的總理寶座。

#### 2009年－2013年：「黑黃」執政聯盟
2009年德國聯邦議院選舉，德國基督教民主聯盟/巴伐利亞基督教社會聯盟的聯盟黨取得239席，得票率33.8%，雖然減少，但維持第一大黨地位：德國社會民主黨得票率是60年最低，只有23.0%，議席大減，取得146席；德國自由民主黨成績是歷來最佳，得票率14.6%，取得93席；德國綠黨也是歷來最佳，得票率10.7%，取得68席；德國左派黨也是歷來最佳，得票率11.9%，選舉後，聯盟黨和自民黨組建中間偏右聯合政府。
然而，此後執政聯盟在多個邦選舉，皆以微弱之差敗給社民黨和綠黨的「紅綠聯盟」，自民黨更因黨內權力鬥爭，支持率大跌。

#### 2013年－2021年：第二次大聯合政府執政聯盟
2013年德國聯邦議院選舉，德國基督教民主聯盟/巴伐利亞基督教社會聯盟的聯盟黨取得311席，得票率41.5%，維持第一大黨地位：德國社會民主黨得票率25.7%，議席取得193席；德國自由民主黨得票率4.8%，由於未能過5%得票門檻，未能獲任何議席；德國綠黨得票率8.4%，取得63席；德國左派黨得票率8.6%，取得64席；選舉後，聯盟黨和社民黨進行組閣談判聯合政府事宜。
經過兩個月談判，社民黨和聯盟黨終達成協議，默克爾繼續出任總理，內閣聯盟黨佔8個席位，社民黨佔6個。之後社民黨大會通過會和聯盟黨組建大聯合政府。12月17日獲得信任投票。儘管四年後的2017年德國聯邦議院選舉中兩黨皆失去不少議席，但大聯合政府獲得延續，惟默克爾宣佈不再尋求連任總理。
2020年2月的邦總理選舉中，身為圖林根邦最大黨的左翼黨波多·拉梅洛被預估將獲得多數邦議員的選票，勝出組閣，但最終，圖林根邦的最小黨自民黨推出的凱默里希（Thomas Kemmerich）竟獲得了極右派另類選擇黨（AfD）與基民盟（CDU）的支持選票，而以一票的差距逆轉勝。此次邦總理選舉為自二戰後，第一次有德國主流政黨被極右派拱上執政寶座。隨後，凱默里希便在被指控與極右派政黨合作的輿論壓力下辭去圖林根邦總理。而時任基民盟黨主席安妮格雷特·克兰普-卡伦鲍尔也負起政治責任，公開表示將於該年夏天辭去基民盟黨主席一職，並最終由北萊茵-威斯特法伦邦總理阿敏·拉舍特接任主席。

### 2021年迄今：「紅綠燈聯盟」（第三次大聯合政府執政聯盟）
2021年德國聯邦大選后，由于社会民主党与绿党的支持率不足而无法形成执政联盟，形成了红绿灯联盟。2021 年 11 月 24 日，社民党、绿党和自民党宣布已达成协议实施联盟，社民党候选人奥拉夫·朔尔茨将成为总理，而绿党负责外交主要基于社会民主党、绿党和自由民主党的文化观点的相似，尽管自由民主党在经济上亲近基民盟。
社民党的舒尔茨获得了总理的位置，绿党领袖罗伯特·哈贝克、安娜莱娜·贝尔伯克分别获得了副总理和外交部长的职位，自民党领袖克里斯蒂安·林德纳出任财政部长。内政和社区部长、联邦劳工和社会事务部长、国防部长由社民党获得，农业部长、联邦家庭老年妇女和青年事务部长由绿党获得，而自民党获得了交通部长、教育和研究部长、司法部长职务。
2024年11月6日，即2024年美国大选结果公布当天，由于克里斯蒂安·林德纳多次在执政党内反对经济法案诉求财政平衡，舒尔茨解除了林德纳的职务。红绿灯联盟崩溃。德国预计将提前于2025年的大选。

## 外部連結
- 聯邦政府網站 （页面存档备份，存于）
- 選舉結果官方資訊 （页面存档备份，存于）
- 德國在台協會